# Pentathlon moderno ai Giochi della XXVIII Olimpiade

## Medagliere
| Posizione | Paese         |   |   |   | Totale |
| --------- | ------------- | - | - | - | ------ |
| 1         | Russia        | 1 | 0 | 0 | 1      |
| 1         | Ungheria      | 1 | 0 | 0 | 1      |
| 3         | Lettonia      | 0 | 1 | 0 | 1      |
| 3         | Lituania      | 0 | 1 | 0 | 1      |
| 5         | Gran Bretagna | 0 | 0 | 1 | 1      |
| 5         | Rep. Ceca     | 0 | 0 | 1 | 1      |

## Podi

### Uomini
| Evento                                 | Oro            | Perform. | Argento                | Perform. | Bronzo         | Perform. |
| Pentathlon moderno maschile (dettagli) | Andrej Moiseev | 5480     | Andrejus Zadneprovskis | 5428     | Libor Capalini | 5392     |

### Donne
| Evento                                  | Oro             | Perform. | Argento          | Perform. | Bronzo           | Perform. |
| Pentathlon moderno femminile (dettagli) | Zsuzsanna Vörös | 5448     | Jeļena Rubļevska | 5380     | Georgina Harland | 5344     |